# Graniczna Placówka Kontrolna Straży Granicznej w Korczowej
Graniczna Placówka Kontrolna Straży Granicznej w Korczowej – zlikwidowana graniczna jednostka organizacyjna Straży Granicznej wykonująca kontrolę graniczną osób, towarów i środków transportu bezpośrednio w przejściach granicznych na granicy z Ukrainą.

## Formowanie i zmiany organizacyjne
Graniczna Placówka Kontrolna Straży Granicznej w Korczowej została utworzona w strukturach Bieszczadzkiego Oddziału Straży Granicznej 3 stycznia 1998, z chwilą uroczystego uruchomienia w obecności ówczesnego prezydenta Rzeczypospolitej Polskiej Aleksandra Kwaśniewskiego, prezydenta Ukrainy Łeonida Kuczmy, Komendanta Głównego Straży Granicznej gen. bryg. Marka Bieńkowskiego drogowego przejścia granicznego Korczowa-Krakowiec.
W ramach reorganizacji struktur Straży Granicznej związanej z przygotowaniem Polski do wstąpienia, do Unii Europejskiej i przystąpieniem do Traktatu z Schengen. Podczas restrukturyzacji wprowadzono kompleksową ochronę granicy już na najniższym szczeblu organizacyjnym tj. strażnica i graniczna placówka kontrolna. Wprowadzona całościowa ochrona granicy zniosła podział na graniczne jednostki organizacyjne ochraniające tylko tzw. „zieloną granicę” i prowadzące tylko kontrole ruchu granicznego. W wyniku tego 2 stycznia 2003 GPK SG w Korczowej przejęła wraz z obsadą etatową pod ochronę odcinek granicy państwowej, po rozformowanej strażnicy SG w Korczowej.
8 grudnia 2004 w Placówce SG w Korczowej zaczął funkcjonowanie polsko-ukraiński Punkt Konsultacyjny, którego zadaniem było bieżąca wymiana informacji między służbami polskimi i ukraińskimi. Punkt ten umiejscowiony został po stronie ukraińskiej. Wszelka wymiana informacji, ustalenia, planowanie wspólnych patroli, a także podpisywanie umów i porozumień obustronnych realizowane było w oparciu o instytucję Aparatu Pełnomocnika Granicznego.
Jako Graniczna Placówka Kontrolna Straży Granicznej w Korczowej funkcjonowała do 23 sierpnia 2005 i 24 sierpnia 2005, Ustawą z 22 kwietnia 2005 O zmianie ustawy o Straży Granicznej...., została przekształcona na Placówkę Straży Granicznej w Korczowej (PSG w Korczowej) w strukturach Beskidzkiego Oddziału Straży Granicznej.

## Ochrona granicy
2 stycznia 2003, GPK SG w Korczowej przejęła służbową odpowiedzialność za ochronę odcinka granicy państwowej podległy dotychczas rozwiązanej strażnicy SG w Korczowej.

### Podległe przejście graniczne
- Korczowa-Krakowiec (drogowe).

## Komendanci granicznej placówki kontrolnej
- kpt. SG Jerzy Kaczmarek (od 1998)[1].